# Heterosentis zdzitowieckii
Heterosentis zdzitowieckii is een soort haakworm uit de familie Arhythmacanthidae. De wetenschappelijke naam van de soort werd voor het eerst geldig gepubliceerd in 1992 door Kumar als Arhythmacanthus zdzitowieckii.